# 아동사망률

국별의 유유아 사망률. 출생수 1000명 당의 사망수를 색의 진함으로 나타낸 지도

아동사망률(兒童死亡率) 또는 유유아 사망률(乳幼兒死亡率, child mortality rate)은 태어난 아이가 5세까지 사망하는 확률을 가리킨다. 통상은 출생 1000명에 대한 사망 수로 표현되어 CMR 100은 살아 태어난 아이 1000명이 5세까지 100명(백분율로 10%) 사망하는 상황을 나타낸다.
연령별인구구성이 피라미드형이 되는 개발도상국은 유유아 사망률이 높다. 감염증이 많은 위, 소아과의 의료수준이 낮기 때문이다. 2006년에 세계 최악이었던 시에라리온은 IMR 270이었다. 이 사망률의 높이가, 다산의 한 요인이 되고 있다.
일본에서도 1950년의 통계에서는 연령별인구구성이 피라미드형이며, 태어난 아이의 5%(IMR50, 즉 출생 1000당 50명)가 5세까지 사망해 있었다.
타이쇼 시대의 평균수명은 약 43세에 있었지만, 일해 번화가의 급사가 많았던 것은 아니고 유유아 사망률이 높았기 때문에, 평균수명을 눌러 내렸던 것이다.
2019년 전 세계 평균 5세 미만 유아 1000명당 사망률은 37.7명이었으며, 가장 높은 국가는 나이지리아로 117.2명이었으며, 가장 낮은 국가는 유럽에 위치한 산마리노로 1.7명이었다.

## 설명
5세 이하 사망 또는 아동 사망으로도 알려진 아동 사망률은 정의에 따라 5세 미만 또는 1개월에서 4세 사이의 어린이 사망을 말한다. 개발 도상국의 가난한 가정에서는 아기의 출생신고를 할 여유가 없기 때문에 많은 사망자들은 보고되지 않고 있다.
유아 사망률에 적용되는 동일한 원인 및 예방 조치 (즉 1세 미만의 아동)도 아동 사망률을 이해를 도와준다. 아동 사망률 감소는 유엔 밀레니엄 개발 네 번째 목표이다. 밀레니엄 개발 목표에 대한 급속한 진전으로 인해 1990년 이래로 예방 가능한 아동 사망이 크게 감소했으며, 5세 미만의 사망률은이 기간 동안 거의 절반으로 감소했다. 1990년에 5세 미만 어린이 1,270만 명이 사망 한 반면 2013년에는 630만 명이 사망했다. 그러나 진보에도 불구하고 현재의 페이스에서 세계는 2026년까지 MDG 목표를 달성하지 못할 것이다.
전 세계적으로 2013년에 1개월에서 4세 사이의 어린이가 760만 명 사망했던 1990년에 비해 감소하여 370만 명이 사망했다. 어린이 사망의 약 절반은 사하라 사막 이남의 아프리카에서 발생한다. 아동 사망률 감소는 2015년에 지속 가능한 개발 목표로 대체 된 네 번째 유엔 밀레니엄 개발 목표이다. 2015년에 590만 명의 어린이가 다섯 번째 생일 전에 사망했으며, 그 중 45%가 인생의 첫 28일 안에 사망했다.

## 세계적 동향
2015-2020년 연평균 유아 사망률을 기준으로, 전 세계 평균 40명이었으며, 지역별로는 아프리카가 71명으로 가장 높았으며, 유럽이 5명으로 가장 낮았다.
|                           | 1950-1955 | 1985-1990 | 2015-2020 | 2050-2055 | 2095-2100 |
| 아프리카                  | 311       | 170       | 71        | 33        | 18        |
| 아시아                    | 234       | 93        | 31        | 13        | 6         |
| 유럽                      | 93        | 19        | 5         | 2         | 1         |
| 라틴 아메리카 및 카리브해 | 187       | 61        | 19        | 8         | 4         |
| 북아메리카                | 36        | 12        | 7         | 3         | 2         |
| 오세아니아                | 94        | 38        | 23        | 11        | 5         |
| 전 세계                   | 213       | 96        | 40        | 21        | 12        |

## 국가별 현황
|                      | 지역     | 유아 사망률 |
| 나이지리아           | 아프리카 | 117.2       |
| 소말리아             | 아프리카 | 117         |
| 차드                 | 아프리카 | 113.8       |
| 중앙 아프리카 공화국 | 아프리카 | 110.1       |
| 시에라리온           | 아프리카 | 109.2       |
| 기니                 | 아프리카 | 98.8        |
| 남수단               | 아프리카 | 96.2        |
| 말리                 | 아프리카 | 94          |
| 베냉                 | 아프리카 | 90.3        |
| 부르키나 파소        | 아프리카 | 87.5        |

|            | 지역   | 유아 사망률 |
| 산마리노   | 유럽   | 1.7         |
| 아이슬란드 | 유럽   | 2           |
| 슬로베니아 | 유럽   | 2.1         |
| 몬테네그로 | 유럽   | 2.3         |
| 키프로스   | 중동   | 2.3         |
| 에스토니아 | 유럽   | 2.4         |
| 핀란드     | 유럽   | 2.4         |
| 노르웨이   | 유럽   | 2.4         |
| 일본       | 아시아 | 2.5         |
| 싱가포르   | 아시아 | 2.5         |

## 원인
5 세 미만 어린이의 주요 사망 원인은 다음과 같다 :
- 폐렴
- 조산
- 설사
- 말라리아
- 영양 실조

폐렴, 설사와 말라리아는 5세 이전에 10명 중 3명이 사망하고 전세계적으로 5세 미만의 거의 절반은 영양 부족으로 사망한다.

## 예방
아동 생존은 아동 사망률 감소와 관련된 공중 보건 분야이다. 아동 생존 중재는 설사, 폐렴, 말라리아 및 신생아 상태를 비롯하여 발생하는 아동 사망의 가장 일반적인 원인을 해결하기 위해 고안되었다. 5세 미만의 어린이 중 920만 명이 매년 예방 가능한 원인으로 사망한다. 2008년 유니세프 (UNICEF)의 추정에 따르면 연간 10억 달러의 비용으로 매년 100 만 명의 어린이 사망이 예방 될 수 있다. (각 어린이 당 평균 $1000).
아동 생존 전략과 개입은 2015년 이전에 5세 이하 아동의 2/3 가량의 아동 사망률 감소에 초점을 맞춘 네 번째 밀레니엄 개발 목표와 일치한다. 많은 국가에서 아동 사망률을 줄이는 방법으로 아동 생존에 헌신하고 있다. 유럽위원회(EC)는 ACP 국가들이 코토누 협약의 시작 인 EU-PRIME 프로젝트를 통해 예방 접종 서비스를 강화할 수 있도록 기금과 기술 역량을 개입하고 있다. 이 프로젝트의 전반적인 목표는 개입 국가에서 백신 예방 가능한 질병 (VPD)의 영향과 발병률을 줄이는 것이다.

## 저비용 개입
아동 사망의 3분의 2는 예방 가능하다. 백신, 항생제, 미량 영양소 보충제, 개선된 가정 간호 및 모유 수유 관행, 구강 수분 요법과 같은 저비용의 증거 기반의 비용 효과적인 조치로 매년 죽는 대부분의 어린이를 구할 수 있다. 여성에게 권한을 부여하고, 기본 서비스에 접근하기 위한 재정적 및 사회적 장벽을 제거하고, 가난한 사람들에게 중요한 서비스를 더 많이 제공하고, 건강 시스템의 지역 책임 성을 높이기 위한 혁신을 개발하는 것은 보건 시스템이 형평성을 개선하고 사망률을 낮추도록 허용 한 정책 개입이다.
개발 도상국에서는 비누로 손 씻기와 같은 간단한 행동 변화를 도입함으로써 호흡기 질환 및 설사병과 관련된 아동 사망률을 줄일 수 있다. 이 간단한 행동으로 이러한 질병으로 인한 사망률을 거의 50 %까지 줄일 수 있다.
증명된 대로, 비용 효율적인 개입은 매년 수백만 어린이들의 목숨을 살릴 수 있다. 면역 개입은 여전히 3천만 아이들에게 도달하지 못하고 있다. 소아마비, 파상풍, 홍역을 감소시킨 면역계에서의 성공에도 불구하고 말이다. 홍역과 파상풍은 여전히 백만명이 넘는 아이들의 목숨을 앗아가고 있다. 비타민 A 보충 비용(단지 1 캡슐 당 0.02센트, 1년에 2~3번 주어지는)은 시력감퇴와 죽음을 예방할 수 있다. 비록 비타민 A 보충이 1999년과 2004년 사이에 약 2백만명의 목숨을 살렸다. 이는 개발도상국에서 단지 어린아이들의 반만이 이러한 치료를 받았다. 25만명과 50만명의 아이들이 매년 시력을 잃어가고 있고, 12개월 이내에 그들의 70%는 죽어가고 있다. ORT(Oral rehydration therapy)는 설사 죽음을 반까지 줄이는데 도움을 줘왔다. 매년 1백만의 목숨을 살리면서 말이다. 하지만 2백만의 어린이들은 여전히 설사와 관련된 원인으로부터 매년 죽어간다.
필수적인 신생아 치료 - 파상풍에 대비해 어머니가 면역을 가지게 하는 것을 포함해 위생적인 태아 환경을 만들어 주는 것, 분만 즉시 애기를 따뜻하게 하고 감싸고 말려주는 것, 다른 병균들에 의한 감염들을 치료하는 것 등은 매년 3백만의 신생아 목숨을 살릴 수 있다. 향상된 위생시설과 깨끗한 식수에 대한 접근은 아이들의 병균 감염과 설사를 줄일 수 있다. 세계 인구의 40% 이상은 기본적인 위생 시설을 가지고 있지 않다. 1억 인구이상이 비위생적인 물을 마시고 있다.

## 노력
아이들의 생존 활동을 세계적으로 촉진시키고 홍보하는 많은 비영리 단체나 UNICEF, 단체들이 있다 : 세계은행을 포함한 영국정부의 국제발전을 위한 부서, 캐나다 국제 발전 에이전시, 국제 발전을 위한 미국 에이전시. 미국에서 대부분 비정부 아동 생존 에이전시들은 세계적으로 가난한 나라들의 어린이들의 목숨을 살리기 위해 노력하는 Core 그룹에 속해있다.

## 전염병
5세 이하 사망률은 5세까지의 죽는 아이들의 수이다. 2015년에 세계 평균은 1990년의 9.1%에서 4.3%으로 줄었다. 이것은 2015년에 거의 6백만명의 5세 이하의 어린이가 죽어가는 것이라고 말할 수 있다.

## 변화
평균은 선진국에서 6이고 개발도상국에서 50이었다. 세계에서 가장 높은 비율은 167이었다. 이와같이, 선진국과 개발도상국간에는 불공평한 차이가 있다. Save the Children 보고서에 의하면, 인도에서 가장 가난한 집안의 어린이들은 가장 부유한 집안의 어린이들보다 5세 이전에 죽을 확률이 더 높다고 한다.
사하라 사막 이남의 아프리카(아동 사망률이 가장 높은 지역)는 1990년 이래로 48%까지 아동 사망률을 낮췄다. 평균적으로 이곳에서 11명 중에 1명의 어린이는 5세 이전에 죽는다. 이것은 평균의 거의 15배 수준이다.
국가의 아동 생존율은 출생율과 소득분배와 같은 요소들에 의해 다양하다. 분배에 있어서의 변화는 아이들의 생존과 소득분배, 출생률간의 강한 연관성을 보여준다.

## 같이 보기
- 신생아사망률
- 영아사망률
- 사망률